# Акелла
«Акелла» — российская частная компания, до 2012 года специализировавшаяся на издании и локализации (переводе) компьютерных игр; несколько раз выступила как разработчик.
Компания также работала под названиями «Полёт навигатора» и «Полёт дракона» (под данными брендами издавались наиболее низкобюджетные игры). Включала в себя собственную студию разработки, наиболее известной игрой которой считаются «Корсары». В структуру входило и отделение «Акелла Онлайн», чьей специализацией были игры жанра MMORPG, а также Macho Studio — под данной маркой был разработан ряд эротических, а также локализован и издан ряд эротических и порнографических игр.

## История компании
Официальное открытие «Акеллы» (название происходит от имени вожака стаи волков Акелы из сборника рассказов Редьярда Киплинга «Книга джунглей») состоялось в 1993 году, таким образом, она является одной из самых старых компаний на российском рынке по локализации и изданию зарубежных компьютерных игр.

### Пиратская деятельность
Некоторое время компания работала как «пиратский» (без соответствующих лицензионных соглашений и контрактов) издатель и лишь с официальным выходом на рынок в 1995 году «пиратская» продукция под брендом «Акеллы» перестала появляться на рынке. Считается, что именно «Акелла» основала — в качестве прикрытия для своего «пиратского» бизнеса — бренд «Фаргус Мультимедия». Продукция марки «Фаргус» нередко была локализирована с привлечением профессиональных актёров озвучивания. Переводы некоторых игр содержали нецензурную брань.
В связи с успешной деятельностью марки, вскоре другие «пираты» стали подделываться под «Фаргус», выпуская продукцию с аналогичным оформлением, и тогда «подлинный» «Фаргус» решил подать в суд на одного из «двойников». Для этих целей нанятым человеком был куплен «пиратский» диск «неоригинального» «Фаргуса», и на основании этого предъявлен судебный иск в нарушении авторских прав. Доказать правоту не удалось.
Переводы «Фаргуса» к некоторым играм получили достаточную известность. В 2016 году сервис цифровой дистрибуции GOG.com добавил их в качестве опциально выбираемых переводов для некоторых игр (MDK 2, Sacrifice, Planescape: Torment и Kingpin: Life of Crime).

### Выход на рынок и дальнейшая работа
Первой официально локализованной игрой «Акеллы» считается Planet of Death (гоночная игра Ubisoft 1997 года).
В 2000 году собственной студией разработки игр была выпущена игра «Корсары: Проклятье дальних морей». Получившая положительные оценки прессы и игроков (тем не менее, были отмечены множественные баги), эта игра была издана и на Западе, а также открыла серию игр о пиратах и корсарах, впоследствии пополнившуюся несколькими проектами, созданными «Акеллой» и сторонними студиями.
Игра 2002 года «Пираты Карибского моря» (первоначально разрабатывавшаяся как «Корсары 2») стала первой российской игрой по лицензии голливудского блокбастера (она была приурочена к выходу одноимённого фильма), также она стала первым российским проектом, выпущенным на консоли Xbox.
В 2005 году вышла «Корсары 3».
В 2006 году созданным отделом «Акелла Онлайн» были запущены в России серверы с переведённой на русский язык версией MMORPG-игры EverQuest II (разработки Sony Online Entertainment)
К 2007 году «Акелла» выпустила около 600 наименований игр на территории СНГ и стран Балтии, став одной из нескольких крупнейших (наряду с «1С», «Новый Диск» и пр.) в России студий локализации, издавая свои игры полностью переведёнными на русский язык. В числе крупных проектов: серии Prince of Persia и Assassin’s Creed от Ubisoft (все игры серии; после 2012 Ubisoft сменила локализатора и сама стала издавать игры в России), Painkiller, Sacred, Fahrenheit, Test Drive Unlimited, Left 4 Dead и другие.

#### Разработка и издание эротических игр и хентай
В структуру компании входила «студия» Macho Studio, которая специализировалась на создании эротических игр, так называемых «видеоквестов» (простых интерактивных игр с видеовставками, роли в которых исполняют «живые» актёры) — силами этой компании были выпущены такие игры, как «За стеной», «Плоды желаний», «Никто не знает про секс», а также локализированы различные эротические и порнографические игры (в том числе 15 игр жанра хентай, перелицензированных у издателя G-Collections). Данная деятельность компании никогда широко не афишировалась.

#### Отмененные игры
В 2002 году было объявлено о разработке экшена с открытым миром Axle Rage (позднее переименован в Rage Rider), о байкерах, в стилистике «постапокалипсис». Игра должна была использовать движок RenderWare и, в конечном итоге, была отменена.
Схожая ситуация произошла с другой «морской» игрой — «Приключения капитана Блада». Эта игра, начатая внутренней студией «Акеллы», после нескольких лет разработки была передана «1С». В состав «1С» частично перешла и команда, работавшая над играми «Корсары», продолжив деятельность как «1С: Морской волк» (иногда указывается как «Sea Dog»). Игра была практически готова и должна была быть изданной на ПК и Xbox 360.
Отменена была и очередная номерная часть серии игр «Корсары» — «Корсары 4», разрабатывавшаяся силами Seaward.Ru при поддержке «Акеллы».

### Банкротство
В середине 2012 года компания оказалась под угрозой банкротства, ситуацию усугубили многочисленные судебные иски кредиторов о выплате около 200 млн рублей задолженности.
Самый крупный иск с требованием оплаты долга в 151,7 млн рублей подал «Судостроительный банк». В интервью вице-президент «Акеллы» пояснил, что «финансовые трудности у компании начались в 2008 году в связи с мировым экономическим кризисом, перемещением большей части игрового ретейла (розницы) в Интернет и „пиратством“».
В итоге долг удалось погасить, обменяв его на диски с продукцией.
В результате убыточности и угрозы банкротства «Акелла» практически прекратила выпуск игр. В числе последних выпущенных проектов — «Корсары: Каждому своё» 2012 года (игра серии «Корсары», разработанная командой BlackMark Studio, начавшей работу создавая модификации).

### Конфликт из-за торговой марки «Корсары»
В 2009 году была анонсирована компьютерная игра «Корсары 4». Она должна была стать четвёртой основной частью серии, а за разработку отвечала студия Seaward.Ru. Продюсированием и изданием занималась «Акелла». Ранее, совместно с «Акеллой», Seaward.Ru разработала такие части серии как «Корсары: Возвращение легенды» и «Корсары: Город потерянных кораблей» (обе выпущены в 2007 году). После низких оценок на предыдущую часть, созданную командой «Акеллы», «Корсары III»., игры Seaward.Ru получили, в целом, положительные оценки игровой прессы.
«Корсары 4» должны были использовать новый игровой движок Gamebryo. Был заявлен открытый мир без разделения на локации, возможность регулировки внешности главного героя перед началом прохождения, и качественный сюжет, действие которого разворачивалось бы с 1692 по 1735 годы. Тогда же был опубликован и первый игровой трейлер. Выход планировался на 2010 год. Однако позднее поступили сведения, что игра заморожена, а затем и отменена.
20 февраля 2018 года российская компания Black Sun Game Publishing начала сбор средств на разработку игры «Корсары 4», она же «Корсары: Чёрная метка».  Сбор средств осуществляется посредством краудфандинга через сервис QIWI Fundl, аналог Kickstarter. Авторами было затребовано 360 миллионов рублей (около 7 млн долларов). В команду разработчиков «Корсары 4» вошли бывшие сотрудники «Акеллы», в частности, ведущий геймдизайнер «Корсары 2», сценарист оригинальной «Корсары» и др. Примечательным фактом, согласно оценкам некоторых профильных СМИ, стало то, что разработчики начали сбор денег, ещё не имея никакого рабочего прототипа и никаких готовых игровых материалов (таких, как игровые модели) — разработчики ожидали собрать 2 млн рублей только на «концептирование игры».
В конце февраля основатель «Акеллы» и директор по разработке игр серии «Корсары» Дмитрий Архипов заявил, что у Black Sun Game Publishing нет прав на игру и использование торговой марки «Корсары» (Black Sun Game Publishing утверждает, что они приобрели на законных основаниях эти права, однако Архипов называет это «рейдерским захватом» — согласно его словам, ведется судебная тяжба между нынешними владельцами марки «Корсары» (зарегистрирована на иное предприятие, ЗАО «Статус СТМ»), и Black Sun Game Publishing). Black Sun Game Publishing сообщила, что использует марку «Корсары» на основании того, что, согласно российскому законодательству, «правовая охрана товарного знака может быть прекращена (...) вследствие его неиспользования непрерывно в течение трех лет». (Однако, при этом, в сервисе Steam, ведется продажа игр серии «Корсары», издателем числится «Акелла»). В апреле стало известно, что кассационная жалоба о нарушении права интеллектуальной собственности Архипова отклонена, таким образом, Black Sun получила возможность использовать наименование «Корсары 4».
Согласно дальнейшему заявлению Black Sun, товарные знаки «Корсары» и «Акелла» были выставлены на аукцион за долги «Акеллы». В их открытом письме по итогам судебного заседания также сказано, что: «ЗАО «СТАТУС СТМ» в суде официально заявило, что: 1. именно она является обладателем торговой марки «Корсары» (...) никакого продолжения серии они делать не намереваются [и на самом деле] намерены бренд «Корсары» продать».
Давая ранее интервью о судьбе «Корсары 4», Архипов, основатель «Акеллы», заявил, что разработка «Корсаров 4» «Акеллы» «никогда не останавливалась», а также о том, что имеется на руках множество готовых игровых материалов и ведется поиск инвесторов.
В мае 2019 DTF опубликовал интервью с одним из разработчиков оригинальной команды «Корсаров» (Sea Dog) и Seaward, Юрием Рогачом, с другими деталями об истории серии игр и конфликте вокруг «Корсаров 4»: «Сперва я страшно возмутился: какое отношение имеет Дмитрий Архипов к тому, что наш бывший проект объявлен готовым на 30%? Потом, разобравшись что к чему — успокоился. Это была просто попытка призвать старую гвардию Seaward, воспользовавшись всплеском интереса к потерянному бренду и под их прикрытием искупить забытые грехи. Шансы делать своих „Корсаров“ „Акелла“ утопила сразу после релиза „Пиратов Карибского моря“. Но, когда у меня спрашивают, что я думаю об этом, у меня один ответ: „Пусть „Акелла“ сперва исправит свою репутацию. Потом — посмотрим, что у них получится».

## Критика
Деятельность «Акелла» часто критиковалась и оценивалась противоречиво игроками и различными профильными изданиями.
Так, локализация Neverwinter Nights 2 вызвала критику со стороны людей, которые её приобрели, в первую очередь ввиду невозможности устанавливать официальные обновления и играть онлайн, был отмечен и низкий уровень самого перевода.
Многочисленные баги присутствуют во всех играх серии «Корсары», созданных «Акеллой», в том числе в «Корсарах 3».
Игровой студией «Акелла» (под «псевдонимом» «TrashMasters») была разработана игра Postal III — очередная часть в серии экшн-игр компании Running With Scissors (ранее «Акелла» издала предыдущие игры, созданные Running With Scissors, а также спродюсировала создание аддона к одной из них). Как и вышеуказанный аддон (его оценка, и оценка третьей части на Absolute Games составила 5 % из 100 % с припиской «Отвратно».), игра получила крайне низкие оценки: 24 % из 100 %, согласно Metacritic (на основании 20 обзоров в прессе).
После выхода экшн-игры «Бой с тенью» (2005), также получившей очень низкие оценки игроков и прессы, авторы опубликовали статью о своей работе над игрой на портале для разработчиков The Daily Telefrag. Из неё следует, что игра создавалась в максимально краткие сроки (4 месяца) к премьере одноимённого фильма; кроме того, в статье авторы описали своё отношение к игрокам.

«Бой с тенью» делался на коленке, на фрилансе. То есть, исключительно в нерабочее время — долгими зимними вечерами и по выходным. Как уже было сказано, никто не обольщался, что из «Боя с тенью» получится высококачественный проект. С самого начала все прекрасно понимали, что делать будем трэш для маргинальной публики. В недрах студии распространено утверждение: «Аудитория настолько тупа, что схавает даже такую х##ню». Что самое интересное, отечественная аудитория хавает и не такое. Вообще, изначально была идея указать в качестве разработчиков «Боя с тенью» некую студию Trashmasters, а в титрах игры всей команде подписаться никнеймами [впоследствии под «маркой» «Trashmasters» была выпущена Postal III].

(…) Вспоминается забавный эпизод, когда на форуме ag.ru кто-то написал, что такие игры, как «Бой с тенью», портят вкусы подрастающего поколения. При виде этого поста среди сотрудников студии случилась натуральная истерика. Дело в том, что мы не портим вкусы. Мы выпускаем продукцию, этим вкусам полностью соответствующую. Методика «Trash & Cash» в действии. Смотрите и наслаждайтесь. Конечно, когда-нибудь ситуация изменится, но до тех пор не только наша студия, но и многие другие компании будут с успехом выкидывать на рынок то, что эстеты называют «трэшевыми поделками», и неплохо на этом зарабатывать.
Впоследствии (2007) была выпущена «Бой с тенью 2», к премьере второй части фильма.
Полностью переведенная версия Assassin’s Creed (2008), переводом которой занималась «Акелла», попала в Сеть до официального издания в результате утечки по вине сотрудников компании, и продавалась в итоге на контрафактных дисках (выход должен был состояться одновременно с мировым релизом). Примечательно, что и оригинальная игра на английском языке ранее «утекла» у издателя Ubisoft.
«Акеллой» была издана бесплатная игра Volvo: The Game (2009). Данный автосимулятор шведской компании SimBin был создан для бесплатного распространения, как промо-продукция автомобилей Volvo, и размещён в Интернете для свободной загрузки. Критику вызвал сам факт издания бесплатной игры в качестве коммерческой (таким способом данная бесплатная игра была издана лишь в России).
Все игры «Полёта навигатора» (бренда «Акеллы») также получали крайне низкие оценки прессы. Одна из игр, «Тень вампира» (Dark Vampires), была издана как демоверсия, а полноценная игра была отправлена в печать как сиквел (вторая часть).

## Разработанные игры
Указаны некоторые игры, разработанные отделом разработки «Акелла».
- 2000 — Корсары: Проклятье дальних морей (Sea Dogs)
- 2001 — Век парусников 2 (Age of Sail 2)
- 2002 — Рыцари морей (Privateer’s Bounty: Age of Sail 2)
- 2003 — Пираты Карибского моря (Pirates of the Caribbean)
- 2005 — Корсары III (Age of Pirates: Caribbean Tales)
- 2005 — Бой с тенью (Shadow Fight) (как TM Studio)
- 2006 — Меченосец (как TM Studio)
- 2007 — Корсары III
- 2007 — Корсары: Возвращение легенды (совместно с Seaward.Ru)
- 2007 — Корсары: Город потерянных кораблей (Age of Pirates 2: City of Abandoned Ships) (совместно с Seaward.Ru)
- 2007 — Tank Combat
- 2007 — Бой с тенью 2: Реванш (как TM Studio)
- 2007 — Головорезы: Корсары XIX века (Swashbucklers: Blue vs Grey)
- 2009 — Морской охотник (PT Boats: Knights of the Sea)
- 2009 — Disciples III: Renaissance (внутренняя студия .dat)
- 2010 — Disciples III: Resurrection (внутренняя студия .dat)
- 2011 — Postal III (как TrashMasters)
- 2014 — Disciples III: Reincarnation (hex studio)

## Изданные игры
Список не является полным. См. внешние ссылки на списки игр.
- 2001 — Carnivores: Ice Age (Action Forms)
- 2002 — The Elder Scrolls  III: Morrowind (Bethesda)
- 2002 — Глаз дракона (Primal software)
- 2007 — The Elder Scrolls IV: Oblivion (Bethesda)
- 2004 — Осада (Primal software)
- 2004 — Саботаж: Кулак Империи (Avalon Style Entertainment)
- 2004 — Gothic ll (Pyranha bytes)
- 2005 — Postal 2:Штопор Жжот (Avalon Style Entertaiment)
- 2005 — World Racing 2 (Synetic GmbH)
- 2005 — Gothic ll: Ночь ворона (Pyranha bytes)
- 2007 — Трудно быть богом (Burut CT)
- 2008 — Left 4 Dead (Valve)
- 2010 — Metro 2033 (4A Games)
- 2010 — Euro Truck Simulator 2 (SCS Software)[50]

### Серии
- 2000 — 2012 — Корсары (собственная серия)
- 2003 — 2011 — Postal (Running with Scissors)
- 2003 — 2010 — Prince of Persia (Ubisoft)
- 2007 — 2011 — Assassin’s Creed (Ubisoft)
- 2002 — 2007 — 18 Wheels of Steel (SCS Software)